# Pinot gris
Pinot gris är en vindruva som skiftar från färgerna gråblå till brunrosa. (gris är franska för grå.) Druvan anses tämligen lättodlad och finns i många skepnader, till exempel i torra lätta viner och i dessertviner. Den är även mottaglig för ädelröta.

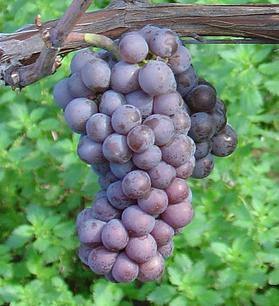
Pinot gris.

Viner produceras på denna druva i Alsace (Frankrike), Nordöstra Italien, Baden och Pfalz (Tyskland), Österrike, Östeuropa samt i Australien och på Nya Zeeland.
I Alsace kallades den förr för ”Tokay d’Alsace”, men denna beteckning är ej tillåten sedan 2008. I Italien kallas druvan Pinot grigio. I Tyskland kallas den traditionellt Ruländer, men numera oftast Grauburgunder eller Grauer Burgunder, särskilt när den ingår i torra viner. I Ungern kallas druvan för Szürkebarát. 